# La course by Le Tour de France 2021
La course by Le Tour de France 2021 var den 8. udgave af det franske cykelløb La course by Le Tour de France. Det blev kørt som et 107,4 km langt linjeløb den 26. juni 2021 med start i Brest og mål på toppen af côte de la Fosse aux Loups i Landerneau. Løbet var 16. arrangement på UCI Women's World Tour 2021, og blev kørt samme dag som 1. etape af Tour de France 2021.

## Resultat
| \| Samlede stilling \| Samlede stilling \| Samlede stilling \| Samlede stilling \| Samlede stilling \| \| Rytter \| Rytter \| Hold \| Tid \| \| \| ---------------- \| --------------------- \| ---------------------------------- \| ---------------- \| ---------------- \| \| 1. \| Demi Vollering \| SD Worx \| 2t 50' 29" \| \| \| 2. \| Cecilie Uttrup Ludwig \| FDJ-Nouvelle Aquitaine-Futuroscope \| + 0" \| \| \| 3. \| Marianne Vos \| Jumbo-Visma Women Team \| + 0" \| \| \| 4. \| Anna van der Breggen \| SD Worx \| + 0" \| \| \| 5. \| Grace Brown \| Team BikeExchange \| + 0" \| \| \| 6. \| Katarzyna Niewiadoma \| Canyon-SRAM Racing \| + 0" \| \| \| 7. \| Soraya Paladin \| Liv Racing \| + 0" \| \| \| 8. \| Liane Lippert \| Team DSM \| + 0" \| \| \| 9. \| Lizzie Deignan \| Trek-Segafredo \| + 4" \| \| \| 10. \| Sofia Bertizzolo \| Liv Racing \| + 4" \| \| \| 11. \| Leah Thomas \| Movistar Team \| + 4" \| \| \| 12. \| Coryn Rivera \| Team DSM \| + 8" \| \| \| 13. \| Marta Cavalli \| FDJ-Nouvelle Aquitaine-Futuroscope \| + 8" \| \| \| 14. \| Niamh Fisher-Black \| SD Worx \| + 8" \| \| \| 15. \| Mikayla Harvey \| Canyon-SRAM Racing \| + 8" \| \| \| 16. \| Tatiana Guderzo \| Alé BTC Ljubljana \| + 8" \| \| \| 17. \| Anna Henderson \| Jumbo-Visma Women Team \| + 8" \| \| \| 18. \| Juliette Labous \| Team DSM \| + 8" \| \| \| 19. \| Pauliena Rooijakkers \| Liv Racing \| + 8" \| \| \| 20. \| Amanda Spratt \| Team BikeExchange \| + 8" \| \| |                       |                                    |            |
| |                       |                                    |            |
| Kilde: ProCyclingStats |                       |                                    |            |
| Samlede stilling |                       |                                    |            |
| Rytter | Rytter                | Hold                               | Tid        |
| 1. | Demi Vollering        | SD Worx                            | 2t 50' 29" |
| 2. | Cecilie Uttrup Ludwig | FDJ-Nouvelle Aquitaine-Futuroscope | + 0"       |
| 3. | Marianne Vos          | Jumbo-Visma Women Team             | + 0"       |
| 4. | Anna van der Breggen  | SD Worx                            | + 0"       |
| 5. | Grace Brown           | Team BikeExchange                  | + 0"       |
| 6. | Katarzyna Niewiadoma  | Canyon-SRAM Racing                 | + 0"       |
| 7. | Soraya Paladin        | Liv Racing                         | + 0"       |
| 8. | Liane Lippert         | Team DSM                           | + 0"       |
| 9. | Lizzie Deignan        | Trek-Segafredo                     | + 4"       |
| 10. | Sofia Bertizzolo      | Liv Racing                         | + 4"       |
| 11. | Leah Thomas           | Movistar Team                      | + 4"       |
| 12. | Coryn Rivera          | Team DSM                           | + 8"       |
| 13. | Marta Cavalli         | FDJ-Nouvelle Aquitaine-Futuroscope | + 8"       |
| 14. | Niamh Fisher-Black    | SD Worx                            | + 8"       |
| 15. | Mikayla Harvey        | Canyon-SRAM Racing                 | + 8"       |
| 16. | Tatiana Guderzo       | Alé BTC Ljubljana                  | + 8"       |
| 17. | Anna Henderson        | Jumbo-Visma Women Team             | + 8"       |
| 18. | Juliette Labous       | Team DSM                           | + 8"       |
| 19. | Pauliena Rooijakkers  | Liv Racing                         | + 8"       |
| 20. | Amanda Spratt         | Team BikeExchange                  | + 8"       |

## Hold og ryttere
| UCI Women's WorldTeams (9)- Alé BTC Ljubljana - Team BikeExchange - Canyon-SRAM Racing - FDJ-Nouvelle Aquitaine-Futuroscope - Liv Racing - Movistar Team - SD Worx - Team DSM - Trek-Segafredo UCI Women's Kontinentalhold (12)- Arkéa Pro Cycling Team - A.R. Monex - Bizkaia-Durango - Ceratizit-WNT Pro Cycling - Jumbo-Visma - Massi Tactic - Parkhotel Valkenburg - Rally - Stade Rochelais Charente-Maritime Women Cycling - Team Tibco-Silicon Valley Bank - Top Girls Fassa Bortolo - Valcar-Travel & Service UCI Women's Kontinentalhold- Drops-Le Col |
| |

## Startliste
| Trek-Segafredo TFS | Trek-Segafredo TFS        | Trek-Segafredo TFS |
| ------------------ | ------------------------- | ------------------ |
| Nr.                | Rytter                    | Placering          |
| 1                  | Lizzie Deignan (GBR)      | 9.                 |
| 2                  | Lucinda Brand (NED)       | 28.                |
| 3                  | Audrey Cordon-Ragot (FRA) | DNF                |
| 4                  | Shirin van Anrooij (NED)  | 54.                |
| 5                  | Tayler Wiles (USA)        | 82.                |
| 6                  | Ruth Winder (USA)         | 41.                |

| Jumbo-Visma Women Team TJV | Jumbo-Visma Women Team TJV | Jumbo-Visma Women Team TJV |
| -------------------------- | -------------------------- | -------------------------- |
| Nr.                        | Rytter                     | Placering                  |
| 11                         | Marianne Vos (NED)         | 3.                         |
| 12                         | Anna Henderson (GBR)       | 17.                        |
| 13                         | Anouska Koster (NED)       | 37.                        |
| 14                         | Amber Kraak (NED)          | 61.                        |
| 15                         | Riejanne Markus (NED)      | 36.                        |
| 16                         | Karlijn Swinkels (NED)     | 102.                       |

| SD Worx SDW | SD Worx SDW                           | SD Worx SDW |
| ----------- | ------------------------------------- | ----------- |
| Nr.         | Rytter                                | Placering   |
| 21          | Anna van der Breggen (NED) (landevej) | 4.          |
| 22          | Niamh Fisher-Black (NZL)              | 14.         |
| 23          | Roxane Fournier (FRA)                 | 84.         |
| 24          | Nikola Nosková (CZE)                  | 93.         |
| 25          | Chantal van den Broek-Blaak (NED)     | 79.         |
| 26          | Demi Vollering (NED)                  | 1.          |

| Canyon-SRAM Racing CSR | Canyon-SRAM Racing CSR        | Canyon-SRAM Racing CSR |
| ---------------------- | ----------------------------- | ---------------------- |
| Nr.                    | Rytter                        | Placering              |
| 31                     | Katarzyna Niewiadoma (POL)    | 6.                     |
| 32                     | Hannah Barnes (GBR)           | 80.                    |
| 33                     | Elise Chabbey (SUI)           | 29.                    |
| 34                     | Tiffany Cromwell (AUS)        | 33.                    |
| 35                     | Mikayla Harvey (NZL)          | 15.                    |
| 36                     | Omer Shapira (ISR) (landevej) | 62.                    |

| Team BikeExchange BEX | Team BikeExchange BEX             | Team BikeExchange BEX |
| --------------------- | --------------------------------- | --------------------- |
| Nr.                   | Rytter                            | Placering             |
| 41                    | Amanda Spratt (AUS)               | 20.                   |
| 42                    | Grace Brown (AUS)                 | 5.                    |
| 43                    | Sarah Roy (AUS) (landevej)        | 40.                   |
| 44                    | Ane Santesteban (ESP)             | 39.                   |
| 45                    | Georgia Williams (NZL) (landevej) | 69.                   |

| FDJ-Nouvelle Aquitaine-Futuroscope FDJ | FDJ-Nouvelle Aquitaine-Futuroscope FDJ | FDJ-Nouvelle Aquitaine-Futuroscope FDJ |
| -------------------------------------- | -------------------------------------- | -------------------------------------- |
| Nr.                                    | Rytter                                 | Placering                              |
| 51                                     | Cecilie Uttrup Ludwig (DEN)            | 2.                                     |
| 52                                     | Marta Cavalli (ITA)                    | 13.                                    |
| 53                                     | Brodie Chapman (AUS)                   | 34.                                    |
| 54                                     | Emilia Fahlin (SWE)                    | 71.                                    |
| 55                                     | Victorie Guilman (FRA)                 | 47.                                    |
| 56                                     | Évita Muzic (FRA) (landevej)           | 35.                                    |

| Team DSM DSM | Team DSM DSM           | Team DSM DSM |
| ------------ | ---------------------- | ------------ |
| Nr.          | Rytter                 | Placering    |
| 61           | Juliette Labous (FRA)  | 18.          |
| 62           | Leah Kirchmann (CAN)   | 75.          |
| 63           | Liane Lippert (GER)    | 8.           |
| 64           | Floortje Mackaij (NED) | 70.          |
| 65           | Esmée Peperkamp (NED)  | 49.          |
| 66           | Coryn Rivera (USA)     | 12.          |

| Liv Racing LIV | Liv Racing LIV             | Liv Racing LIV |
| -------------- | -------------------------- | -------------- |
| Nr.            | Rytter                     | Placering      |
| 71             | Sofia Bertizzolo (ITA)     | 10.            |
| 72             | Valerie Demey (BEL)        | 50.            |
| 73             | Jeanne Korevaar (NED)      | 48.            |
| 74             | Soraya Paladin (ITA)       | 7.             |
| 75             | Pauliena Rooijakkers (NED) | 19.            |
| 76             | Sabrina Stultiens (NED)    | 24.            |

| Alé BTC Ljubljana ALE | Alé BTC Ljubljana ALE          | Alé BTC Ljubljana ALE |
| --------------------- | ------------------------------ | --------------------- |
| Nr.                   | Rytter                         | Placering             |
| 81                    | Marta Bastianelli (ITA)        | 66.                   |
| 82                    | Maaike Boogaard (NED)          | 101.                  |
| 83                    | Eugenia Bujak (SLO) (landevej) | 43.                   |
| 84                    | Tatiana Guderzo (ITA)          | 16.                   |
| 85                    | Laura Tomasi (ITA)             | 81.                   |
| 86                    | Anna Trevisi (ITA)             | DNF                   |

| Movistar Team MOV | Movistar Team MOV      | Movistar Team MOV |
| ----------------- | ---------------------- | ----------------- |
| Nr.               | Rytter                 | Placering         |
| 91                | Aude Biannic (FRA)     | 83.               |
| 92                | Katrine Aalerud (NOR)  | 22.               |
| 93                | Sheyla Gutiérrez (ESP) | 92.               |
| 94                | Paula Patiño (COL)     | DNF               |
| 95                | Leah Thomas (USA)      | 11.               |

| Tibco-Silicon Valley Bank TIB | Tibco-Silicon Valley Bank TIB    | Tibco-Silicon Valley Bank TIB |
| ----------------------------- | -------------------------------- | ----------------------------- |
| Nr.                           | Rytter                           | Placering                     |
| 101                           | Lauren Stephens (USA) (landevej) | 27.                           |
| 102                           | Leah Dixon (GBR)                 | DNF                           |
| 103                           | Tanja Erath (GER)                | DNF                           |
| 104                           | Kristen Faulkner (USA)           | 21.                           |
| 105                           | Clara Honsinger (USA)            | 63.                           |

| A.R. Monex Women's ASA | A.R. Monex Women's ASA        | A.R. Monex Women's ASA |
| ---------------------- | ----------------------------- | ---------------------- |
| Nr.                    | Rytter                        | Placering              |
| 111                    | Eider Merino (ESP)            | 31.                    |
| 112                    | Ariadna Gutiérrez (MEX)       | 32.                    |
| 113                    | Katia Ragusa (ITA)            | 46.                    |
| 114                    | Andrea Ramírez Fregoso (MEX)  | 59.                    |
| 115                    | Maria Vittoria Sperotto (ITA) | 100.                   |
| 116                    | Jade Teolis (FRA)             | DNF                    |

| Bizkaia-Durango BDP | Bizkaia-Durango BDP        | Bizkaia-Durango BDP |
| ------------------- | -------------------------- | ------------------- |
| Nr.                 | Rytter                     | Placering           |
| 121                 | Sandra Alonso (ESP)        | DNF                 |
| 122                 | Yurani Blanco Calbet (ESP) | DNF                 |
| 123                 | Daniela Campos (POR)       | DNF                 |
| 124                 | Emilie Fortin (CAN)        | 73.                 |
| 125                 | Ariana Gilabert (ESP)      | DNF                 |
| 126                 | Elizabeth Holden (GBR)     | 67.                 |

| Arkéa Pro Cycling Team ARK | Arkéa Pro Cycling Team ARK | Arkéa Pro Cycling Team ARK |
| -------------------------- | -------------------------- | -------------------------- |
| Nr.                        | Rytter                     | Placering                  |
| 131                        | Pauline Allin (FRA)        | 76.                        |
| 132                        | Amandine Fouquenet (FRA)   | 53.                        |
| 133                        | Lucie Jounier (FRA)        | 44.                        |
| 134                        | Cédrine Kerbaol (FRA)      | 85.                        |
| 135                        | Typhaine Laurance (FRA)    | DNF                        |
| 136                        | Greta Richioud (FRA)       | 95.                        |

| Rally Cycling RLW | Rally Cycling RLW             | Rally Cycling RLW |
| ----------------- | ----------------------------- | ----------------- |
| Nr.               | Rytter                        | Placering         |
| 141               | Kristabel Doebel-Hickok (USA) | 55.               |
| 142               | Holly Breck (USA)             | DNF               |
| 143               | Katie Clouse (USA)            | DNF               |
| 144               | Heidi Franz (USA)             | 78.               |
| 145               | Clara Koppenburg (GER)        | 25.               |
| 146               | Sara Poidevin (CAN)           | 72.               |

| Drops-Le Col DRP | Drops-Le Col DRP      | Drops-Le Col DRP |
| ---------------- | --------------------- | ---------------- |
| Nr.              | Rytter                | Placering        |
| 151              | Joscelin Lowden (GBR) | 23.              |
| 152              | Anna Christian (GBR)  | 74.              |
| 153              | Dani Christmas (GBR)  | 98.              |
| 154              | Sara Penton (SWE)     | DNF              |
| 155              | Finja Smekal (GER)    | DNF              |
| 156              | Alice Towers (GBR)    | 57.              |

| Ceratizit-WNT Pro Cycling WNT | Ceratizit-WNT Pro Cycling WNT | Ceratizit-WNT Pro Cycling WNT |
| ----------------------------- | ----------------------------- | ----------------------------- |
| Nr.                           | Rytter                        | Placering                     |
| 161                           | Marta Lach (POL)              | 45.                           |
| 162                           | Laura Asencio (FRA)           | 99.                           |
| 163                           | Kathrin Hammes (GER)          | 51.                           |
| 164                           | Sarah Rijkes (AUT)            | DNF                           |
| 165                           | Lara Vieceli (ITA)            | DNF                           |

| Parkhotel Valkenburg PHV | Parkhotel Valkenburg PHV | Parkhotel Valkenburg PHV |
| ------------------------ | ------------------------ | ------------------------ |
| Nr.                      | Rytter                   | Placering                |
| 171                      | Julia Van Bokhoven (NED) | 87.                      |
| 172                      | Nina Buysman (NED)       | 68.                      |
| 173                      | Belle De Gast (NED)      | DNF                      |
| 174                      | Femke Gerritse (NED)     | 86.                      |
| 175                      | Pien Limpens (NED)       | 89.                      |
| 176                      | Marit Raaijmakers (NED)  | 65.                      |

| Valcar-Travel & Service VAL | Valcar-Travel & Service VAL | Valcar-Travel & Service VAL |
| --------------------------- | --------------------------- | --------------------------- |
| Nr.                         | Rytter                      | Placering                   |
| 181                         | Barbara Malcotti (ITA)      | 26.                         |
| 182                         | Alice Maria Arzuffi (ITA)   | 52.                         |
| 183                         | Silvia Persico (ITA)        | 38.                         |
| 184                         | Federica Piergiovanni (ITA) | 30.                         |
| 185                         | Elena Pirrone (ITA)         | 64.                         |
| 186                         | Ilaria Sanguineti (ITA)     | 42.                         |

| Massi Tactic MAT | Massi Tactic MAT                      | Massi Tactic MAT |
| ---------------- | ------------------------------------- | ---------------- |
| Nr.              | Rytter                                | Placering        |
| 191              | Špela Kern (SLO)                      | 60.              |
| 192              | Olivia Baril (CAN)                    | 77.              |
| 193              | Mireia Benito (ESP)                   | 91.              |
| 194              | Maaike Coljé (NED)                    | 56.              |
| 195              | Agua Marina Espinola (PAR) (landevej) | DNF              |
| 196              | Marta Sanchez (ESP)                   | DNF              |

| Stade Rochelais Charente-Maritime CMW | Stade Rochelais Charente-Maritime CMW | Stade Rochelais Charente-Maritime CMW |
| ------------------------------------- | ------------------------------------- | ------------------------------------- |
| Nr.                                   | Rytter                                | Placering                             |
| 201                                   | Noemi Rüegg (SUI)                     | 97.                                   |
| 202                                   | Noémie Abgrall (FRA)                  | 90.                                   |
| 203                                   | Elodie Le Bail (FRA)                  | DNF                                   |
| 204                                   | Manon Souyris (FRA)                   | DNF                                   |
| 205                                   | Maëva Squiban (FRA)                   | 88.                                   |

| Top Girls Fassa Bortolo TOP | Top Girls Fassa Bortolo TOP | Top Girls Fassa Bortolo TOP |
| --------------------------- | --------------------------- | --------------------------- |
| Nr.                         | Rytter                      | Placering                   |
| 211                         | Debora Silvestri (ITA)      | 58.                         |
| 212                         | Michela Balducci (ITA)      | DNF                         |
| 213                         | Elisa Dalla Valle (ITA)     | DNF                         |
| 214                         | Greta Marturano (ITA)       | 94.                         |
| 215                         | Iris Monticolo (ITA)        | DNF                         |
| 216                         | Giorgia Vettorello (ITA)    | 96.                         |

| Trek-Segafredo TFS | Trek-Segafredo TFS        | Trek-Segafredo TFS |
| ------------------ | ------------------------- | ------------------ |
| Nr.                | Rytter                    | Placering          |
| 1                  | Lizzie Deignan (GBR)      | 9.                 |
| 2                  | Lucinda Brand (NED)       | 28.                |
| 3                  | Audrey Cordon-Ragot (FRA) | DNF                |
| 4                  | Shirin van Anrooij (NED)  | 54.                |
| 5                  | Tayler Wiles (USA)        | 82.                |
| 6                  | Ruth Winder (USA)         | 41.                |

| Jumbo-Visma Women Team TJV | Jumbo-Visma Women Team TJV | Jumbo-Visma Women Team TJV |
| -------------------------- | -------------------------- | -------------------------- |
| Nr.                        | Rytter                     | Placering                  |
| 11                         | Marianne Vos (NED)         | 3.                         |
| 12                         | Anna Henderson (GBR)       | 17.                        |
| 13                         | Anouska Koster (NED)       | 37.                        |
| 14                         | Amber Kraak (NED)          | 61.                        |
| 15                         | Riejanne Markus (NED)      | 36.                        |
| 16                         | Karlijn Swinkels (NED)     | 102.                       |

| SD Worx SDW | SD Worx SDW                           | SD Worx SDW |
| ----------- | ------------------------------------- | ----------- |
| Nr.         | Rytter                                | Placering   |
| 21          | Anna van der Breggen (NED) (landevej) | 4.          |
| 22          | Niamh Fisher-Black (NZL)              | 14.         |
| 23          | Roxane Fournier (FRA)                 | 84.         |
| 24          | Nikola Nosková (CZE)                  | 93.         |
| 25          | Chantal van den Broek-Blaak (NED)     | 79.         |
| 26          | Demi Vollering (NED)                  | 1.          |

| Canyon-SRAM Racing CSR | Canyon-SRAM Racing CSR        | Canyon-SRAM Racing CSR |
| ---------------------- | ----------------------------- | ---------------------- |
| Nr.                    | Rytter                        | Placering              |
| 31                     | Katarzyna Niewiadoma (POL)    | 6.                     |
| 32                     | Hannah Barnes (GBR)           | 80.                    |
| 33                     | Elise Chabbey (SUI)           | 29.                    |
| 34                     | Tiffany Cromwell (AUS)        | 33.                    |
| 35                     | Mikayla Harvey (NZL)          | 15.                    |
| 36                     | Omer Shapira (ISR) (landevej) | 62.                    |

| Team BikeExchange BEX | Team BikeExchange BEX             | Team BikeExchange BEX |
| --------------------- | --------------------------------- | --------------------- |
| Nr.                   | Rytter                            | Placering             |
| 41                    | Amanda Spratt (AUS)               | 20.                   |
| 42                    | Grace Brown (AUS)                 | 5.                    |
| 43                    | Sarah Roy (AUS) (landevej)        | 40.                   |
| 44                    | Ane Santesteban (ESP)             | 39.                   |
| 45                    | Georgia Williams (NZL) (landevej) | 69.                   |

| FDJ-Nouvelle Aquitaine-Futuroscope FDJ | FDJ-Nouvelle Aquitaine-Futuroscope FDJ | FDJ-Nouvelle Aquitaine-Futuroscope FDJ |
| -------------------------------------- | -------------------------------------- | -------------------------------------- |
| Nr.                                    | Rytter                                 | Placering                              |
| 51                                     | Cecilie Uttrup Ludwig (DEN)            | 2.                                     |
| 52                                     | Marta Cavalli (ITA)                    | 13.                                    |
| 53                                     | Brodie Chapman (AUS)                   | 34.                                    |
| 54                                     | Emilia Fahlin (SWE)                    | 71.                                    |
| 55                                     | Victorie Guilman (FRA)                 | 47.                                    |
| 56                                     | Évita Muzic (FRA) (landevej)           | 35.                                    |

| Team DSM DSM | Team DSM DSM           | Team DSM DSM |
| ------------ | ---------------------- | ------------ |
| Nr.          | Rytter                 | Placering    |
| 61           | Juliette Labous (FRA)  | 18.          |
| 62           | Leah Kirchmann (CAN)   | 75.          |
| 63           | Liane Lippert (GER)    | 8.           |
| 64           | Floortje Mackaij (NED) | 70.          |
| 65           | Esmée Peperkamp (NED)  | 49.          |
| 66           | Coryn Rivera (USA)     | 12.          |

| Liv Racing LIV | Liv Racing LIV             | Liv Racing LIV |
| -------------- | -------------------------- | -------------- |
| Nr.            | Rytter                     | Placering      |
| 71             | Sofia Bertizzolo (ITA)     | 10.            |
| 72             | Valerie Demey (BEL)        | 50.            |
| 73             | Jeanne Korevaar (NED)      | 48.            |
| 74             | Soraya Paladin (ITA)       | 7.             |
| 75             | Pauliena Rooijakkers (NED) | 19.            |
| 76             | Sabrina Stultiens (NED)    | 24.            |

| Alé BTC Ljubljana ALE | Alé BTC Ljubljana ALE          | Alé BTC Ljubljana ALE |
| --------------------- | ------------------------------ | --------------------- |
| Nr.                   | Rytter                         | Placering             |
| 81                    | Marta Bastianelli (ITA)        | 66.                   |
| 82                    | Maaike Boogaard (NED)          | 101.                  |
| 83                    | Eugenia Bujak (SLO) (landevej) | 43.                   |
| 84                    | Tatiana Guderzo (ITA)          | 16.                   |
| 85                    | Laura Tomasi (ITA)             | 81.                   |
| 86                    | Anna Trevisi (ITA)             | DNF                   |

| Movistar Team MOV | Movistar Team MOV      | Movistar Team MOV |
| ----------------- | ---------------------- | ----------------- |
| Nr.               | Rytter                 | Placering         |
| 91                | Aude Biannic (FRA)     | 83.               |
| 92                | Katrine Aalerud (NOR)  | 22.               |
| 93                | Sheyla Gutiérrez (ESP) | 92.               |
| 94                | Paula Patiño (COL)     | DNF               |
| 95                | Leah Thomas (USA)      | 11.               |

| Tibco-Silicon Valley Bank TIB | Tibco-Silicon Valley Bank TIB    | Tibco-Silicon Valley Bank TIB |
| ----------------------------- | -------------------------------- | ----------------------------- |
| Nr.                           | Rytter                           | Placering                     |
| 101                           | Lauren Stephens (USA) (landevej) | 27.                           |
| 102                           | Leah Dixon (GBR)                 | DNF                           |
| 103                           | Tanja Erath (GER)                | DNF                           |
| 104                           | Kristen Faulkner (USA)           | 21.                           |
| 105                           | Clara Honsinger (USA)            | 63.                           |

| A.R. Monex Women's ASA | A.R. Monex Women's ASA        | A.R. Monex Women's ASA |
| ---------------------- | ----------------------------- | ---------------------- |
| Nr.                    | Rytter                        | Placering              |
| 111                    | Eider Merino (ESP)            | 31.                    |
| 112                    | Ariadna Gutiérrez (MEX)       | 32.                    |
| 113                    | Katia Ragusa (ITA)            | 46.                    |
| 114                    | Andrea Ramírez Fregoso (MEX)  | 59.                    |
| 115                    | Maria Vittoria Sperotto (ITA) | 100.                   |
| 116                    | Jade Teolis (FRA)             | DNF                    |

| Bizkaia-Durango BDP | Bizkaia-Durango BDP        | Bizkaia-Durango BDP |
| ------------------- | -------------------------- | ------------------- |
| Nr.                 | Rytter                     | Placering           |
| 121                 | Sandra Alonso (ESP)        | DNF                 |
| 122                 | Yurani Blanco Calbet (ESP) | DNF                 |
| 123                 | Daniela Campos (POR)       | DNF                 |
| 124                 | Emilie Fortin (CAN)        | 73.                 |
| 125                 | Ariana Gilabert (ESP)      | DNF                 |
| 126                 | Elizabeth Holden (GBR)     | 67.                 |

| Arkéa Pro Cycling Team ARK | Arkéa Pro Cycling Team ARK | Arkéa Pro Cycling Team ARK |
| -------------------------- | -------------------------- | -------------------------- |
| Nr.                        | Rytter                     | Placering                  |
| 131                        | Pauline Allin (FRA)        | 76.                        |
| 132                        | Amandine Fouquenet (FRA)   | 53.                        |
| 133                        | Lucie Jounier (FRA)        | 44.                        |
| 134                        | Cédrine Kerbaol (FRA)      | 85.                        |
| 135                        | Typhaine Laurance (FRA)    | DNF                        |
| 136                        | Greta Richioud (FRA)       | 95.                        |

| Rally Cycling RLW | Rally Cycling RLW             | Rally Cycling RLW |
| ----------------- | ----------------------------- | ----------------- |
| Nr.               | Rytter                        | Placering         |
| 141               | Kristabel Doebel-Hickok (USA) | 55.               |
| 142               | Holly Breck (USA)             | DNF               |
| 143               | Katie Clouse (USA)            | DNF               |
| 144               | Heidi Franz (USA)             | 78.               |
| 145               | Clara Koppenburg (GER)        | 25.               |
| 146               | Sara Poidevin (CAN)           | 72.               |

| Drops-Le Col DRP | Drops-Le Col DRP      | Drops-Le Col DRP |
| ---------------- | --------------------- | ---------------- |
| Nr.              | Rytter                | Placering        |
| 151              | Joscelin Lowden (GBR) | 23.              |
| 152              | Anna Christian (GBR)  | 74.              |
| 153              | Dani Christmas (GBR)  | 98.              |
| 154              | Sara Penton (SWE)     | DNF              |
| 155              | Finja Smekal (GER)    | DNF              |
| 156              | Alice Towers (GBR)    | 57.              |

| Ceratizit-WNT Pro Cycling WNT | Ceratizit-WNT Pro Cycling WNT | Ceratizit-WNT Pro Cycling WNT |
| ----------------------------- | ----------------------------- | ----------------------------- |
| Nr.                           | Rytter                        | Placering                     |
| 161                           | Marta Lach (POL)              | 45.                           |
| 162                           | Laura Asencio (FRA)           | 99.                           |
| 163                           | Kathrin Hammes (GER)          | 51.                           |
| 164                           | Sarah Rijkes (AUT)            | DNF                           |
| 165                           | Lara Vieceli (ITA)            | DNF                           |

| Parkhotel Valkenburg PHV | Parkhotel Valkenburg PHV | Parkhotel Valkenburg PHV |
| ------------------------ | ------------------------ | ------------------------ |
| Nr.                      | Rytter                   | Placering                |
| 171                      | Julia Van Bokhoven (NED) | 87.                      |
| 172                      | Nina Buysman (NED)       | 68.                      |
| 173                      | Belle De Gast (NED)      | DNF                      |
| 174                      | Femke Gerritse (NED)     | 86.                      |
| 175                      | Pien Limpens (NED)       | 89.                      |
| 176                      | Marit Raaijmakers (NED)  | 65.                      |

| Valcar-Travel & Service VAL | Valcar-Travel & Service VAL | Valcar-Travel & Service VAL |
| --------------------------- | --------------------------- | --------------------------- |
| Nr.                         | Rytter                      | Placering                   |
| 181                         | Barbara Malcotti (ITA)      | 26.                         |
| 182                         | Alice Maria Arzuffi (ITA)   | 52.                         |
| 183                         | Silvia Persico (ITA)        | 38.                         |
| 184                         | Federica Piergiovanni (ITA) | 30.                         |
| 185                         | Elena Pirrone (ITA)         | 64.                         |
| 186                         | Ilaria Sanguineti (ITA)     | 42.                         |

| Massi Tactic MAT | Massi Tactic MAT                      | Massi Tactic MAT |
| ---------------- | ------------------------------------- | ---------------- |
| Nr.              | Rytter                                | Placering        |
| 191              | Špela Kern (SLO)                      | 60.              |
| 192              | Olivia Baril (CAN)                    | 77.              |
| 193              | Mireia Benito (ESP)                   | 91.              |
| 194              | Maaike Coljé (NED)                    | 56.              |
| 195              | Agua Marina Espinola (PAR) (landevej) | DNF              |
| 196              | Marta Sanchez (ESP)                   | DNF              |

| Stade Rochelais Charente-Maritime CMW | Stade Rochelais Charente-Maritime CMW | Stade Rochelais Charente-Maritime CMW |
| ------------------------------------- | ------------------------------------- | ------------------------------------- |
| Nr.                                   | Rytter                                | Placering                             |
| 201                                   | Noemi Rüegg (SUI)                     | 97.                                   |
| 202                                   | Noémie Abgrall (FRA)                  | 90.                                   |
| 203                                   | Elodie Le Bail (FRA)                  | DNF                                   |
| 204                                   | Manon Souyris (FRA)                   | DNF                                   |
| 205                                   | Maëva Squiban (FRA)                   | 88.                                   |

| Top Girls Fassa Bortolo TOP | Top Girls Fassa Bortolo TOP | Top Girls Fassa Bortolo TOP |
| --------------------------- | --------------------------- | --------------------------- |
| Nr.                         | Rytter                      | Placering                   |
| 211                         | Debora Silvestri (ITA)      | 58.                         |
| 212                         | Michela Balducci (ITA)      | DNF                         |
| 213                         | Elisa Dalla Valle (ITA)     | DNF                         |
| 214                         | Greta Marturano (ITA)       | 94.                         |
| 215                         | Iris Monticolo (ITA)        | DNF                         |
| 216                         | Giorgia Vettorello (ITA)    | 96.                         |